# Fratelli Wong
Nelson (1895 – 1945), 
  Joshua (1906 – 1981) e 
  Othniel Wong (1908 – 1986) sono stati tre registi, sceneggiatori, direttori della fotografia, produttori ed operatori di ripresa cinesi etnici attivi nel cinema delle Indie orientali olandesi (ora Indonesia).
Ricevettero buona parte della loro istruzione negli Stati Uniti prima di trasferirsi a Shanghai e fondare la The Great Wall Productions. Nel 1927 Nelson era giunto nelle Indie orientali olandesi e stava lavorando con la Miss Riboet's Orion, una compagnia teatrale appartenente a Tio Tek Djien, il quale gli suggerì di girare un film con la diva della troupe. Egli accettò a patto che anche gli altri due fratelli fossero portati nelle Indie. Sebbene poi questa produzione non fosse mai andata effettivamente in porto, i Wong realizzarono successivamente numerosi lungometraggi con diversi studi sotto lo stendardo Halimoen Film, a partire da Lily van Java (1929). Dopo una pausa di due anni, durante la quale Nelson si ammalò, Joshua e Othniel lavorarono con Albert Balink e Mannus Franken per realizzare Pareh - Il canto della risaia, un fallimento commerciale che mandò in bancarotta i suoi produttori.
I Wong collaborarono di nuovo con Balink su Terang Boelan nel 1937, che al contrario fu un successo commerciale clamoroso, che li rese ricchi. In seguito iniziarono a lavorare con la Tan's Film, con la quale realizzarono altri cinque film. Dopo l'occupazione giapponese del 1942, Joshua e Otniel si reinventarono mercanti, tornando al cinema solo nel 1948 con i fratelli Tan. La loro nuova compagnia produsse 45 film.

## Biografia

### I primi anni e la formazione
Il periodo biografico che copre la giovinezza dei fratelli Wong è di difficile ricostruzione, poiché poche sono le fonti che lo trattano e molte di esse sono tra loro contraddittorie. Essi erano i figli di Wong Siong Tek, un pastore evangelico avventista. Lo storico del cinema indonesiano Misbach Yusa Biran indica come loro luogo di nascita la Cina, dove quindi Nelson avrebbe avuto la luce nel 1895, Joshua nel 1906 ed Othniel nel 1908. Nel 1920 Nelson si sarebbe trasferito negli Stati Uniti e sarebbe stato raggiunto dalla sua famiglia successivamente, con molta probabilità qualche anno dopo. Tuttavia, secondo la pubblicazione della Sinematek Indonesia Apa Siapa Orang Film Indonesia al contrario egli sarebbe nato a San Francisco e poi sarebbe cresciuto in Cina, mentre i suoi fratelli risulterebbero studenti di alcune scuole statunitensi già nel 1916.
Sicuramente però Nelson negli anni venti fu a Los Angeles per avere un'educazione collegiale. I suoi interessi però si focalizzarono ben presto sul Cinema, spingendolo a guardare i film di The Teng Chun e Fred Young. Secondo quanto riferito, venne assunto in piccoli ruoli all'interno di alcune produzioni, in qualità di manovratore delle luci ed elettricista. Per Biran fu anche operatore di ripresa ne I tre moschettieri, lungometraggio del 1921 di Fred Niblo. Circa nello stesso periodo, Joshua e Othniel decisero di seguire le sue orme e studiarono sotto di lui. La famiglia non approvò questa loro scelta di vita e li disconobbe.
A metà degli anni venti avevano lasciato gli Stati Uniti e si erano trasferiti a Shanghai, dove avevano fondato la The Great Wall Productions, una casa cinematografica sponsorizzata da un cinese americano. Si dimostrarono disinteressati a seguire la scia degli adattamenti di miti e leggende cinesi e preferirono focalizzarsi sulla realizzazioni di storie ambientate nella contemporaneità. L'unica pellicola che però risulta essere stata effettivamente prodotta dallo studio risale al 1924, data dopo la quale esso risulta chiuso.

### Nelle Indie orientali olandesi
Dal 1927 Nelson non si trovava più a Shanghai, ma nelle Indie orientali olandesi (in cui potrebbe aver predicato il padre nello stesso periodo), dove è documentata la sua attività di cassiere per la compagnia teatrale Miss Riboet's Orion di Tio Tek Djien; questi, dopo aver appreso la sua esperienza in campo cinematografico, gli chiese di registrare le esibizioni della sua troupe. Nelson adempì alla mansione usando una semplice macchina fotografica e la sua abilità convinse il drammaturgo ad investire nella produzione di un film, che ipotizzava un'impresa ben più redditizia dell'allestimento di uno spettacolo (il cinema indonesiano di quel periodo era inoltre ai suoi albori, essendo stato distribuito il primo lungometraggio della colonia, Loetoeng Kasaroeng, soltanto un anno prima). Wong acconsentì di girarlo, ma solo a patto che venissero portati i suoi fratelli nelle Indie. Tio aiutò quindi Joshua ed Othniel ad emigrare, spendendo diverse migliaia di fiorini sia per il loro viaggio sia per l'acquisto delle attrezzature.
Tio comprò una vecchia fabbrica di tapioca a Bandung, da usare come studio, e con Nelson cominciò a pianificare questo film, che nelle sue intenzioni doveva avere come protagonista Miss Riboet, la star della troupe. Decise però di cambiare idea dopo aver scoperto che il volto di lei «non era fotogenico», e decise allora di tirarsi indietro. I fratelli Wong riuscirono a trovare un altro finanziatore, un impiegato della General Motors di nome David Wong.

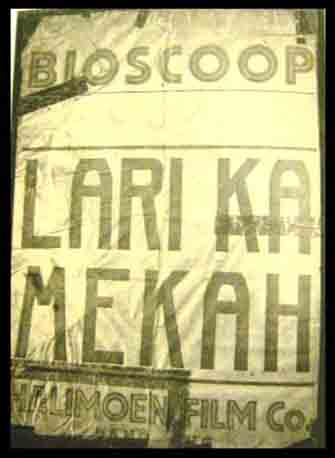
Locandina originale di Lari ke Mekah, che venne ribattezzato dopo che l'ufficio di censura ritenne il titolo potenzialmente offensivo nei confronti dei musulmani

Venne completato così Lily van Java, al quale aveva parzialmente lavorato la South Sea Film di Batavia (oggi Giacarta); secondo alcuni storici, la casa di produzione aveva assunto come regista uno statunitense di nome Len Ross, il quale tuttavia aveva girato alcune scene per poi ritornare nel suo Paese. I dati sui risultati al botteghino differiscono da fonte a fonte: il giornalista Leopold Gan scrisse che la pellicola originale si era danneggiata a causa dell'eccessivo utilizzo, tanto il film aveva avuto successo, mentre Joshua Wong lo ricordò come un flop. Sicuro comunque è il ritiro di David Wong, che fece sì che i Wong rimanessero senza un produttore.
Sotto il nome collettivo di Halimoen Film, iniziarono allora ad accettare commissioni da diversi studi diversi, rivestendo diversi ruoli nella crew. Nel 1929 lavorarono con la Batavia Motion Pictures per produrre il film d'avventura orientato alla Cina Si Tjonat, che fu abbastanza ben accolto dalla critica. Produssero pure Rampok Preanger in modo indipendente, una pellicola d'azione diretta da Nelson che potrebbe essere stato basata su un'opera hollywoodiana e interpretata da un attore cinese e da una cantante nativa keroncong, e girarono nel 1930 il dramma Melati van Agam di Lie Tek Swie.
Nello stesso anno finanziarono Lari ke Arab su un soggetto originale di Joshua al quale tutti e tre lavorarono congiuntamente; l'opera recava inizialmente il titolo Lari ke Mekah ma la Film Commissie (la commissione nazionale di censura) lo disapprovò in quanto sarebbe potuto essere offensivo per i musulmani. Seguirono nel 1931 numerose altre produzioni, incluso il primo film parlato dei fratelli, Indonesia Malaise una commedia con M. H. Schilling (attrice con la quale avevano già collaborato per Sinjo "Tjo" Main di Film, trasposizione cinematografica del radiodramma di cui era autrice) su una donna che si strugge per il suo amante imprigionato che fu un insuccesso. L'ultima fatica di quell'anno fu Si Pitoeng, ispirata alla vita del bandito batavi Si Pitung e con un attore etnico cinese ad interpretarlo.
La Schilling commissionò loro nel 1932 Zuster Theresia, mirato alla popolazione olandese delle Indie ed incentrato su un uomo che si innamora della sua tata nonostante sia sposato. Basandosi sulla trama, Biran suggerisce che i Wong avessero avuto poca libertà creativa. Il film fu stroncato dalla stampa specializzata e la Halimoen Films si sciolse.

### Il sodalizio con Albert Balink

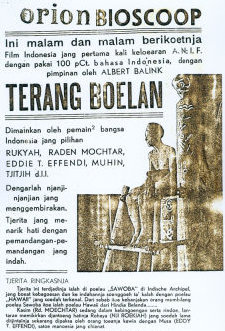
Locandina di Terang Boelan, il film col più alto incasso nelle Indie orientali olandesi, per il quale Joshua ed Othniel furono direttori della fotografia

Nelson si ammalò nel 1934 e fu costretto ad allontanarsi dal suo lavoro; sarebbe morto a Surabaya nel 1945. Joshua ed Othniel invece proseguirono la loro carriera e tra la fine del 1933 e l'inizio del 1934 vennero presentati ad Albert Balink, un giornalista del Soematra Post di Medan. Balink intendeva scioccare il mercato con un film costoso ma dalle elevate qualità artistiche, che andasse in contrasto con le produzioni di The Teng Chun che dominavano il mercato. Chiese pertanto ai due di riunire la manovalanza dell'ex Halimoen Films e di aiutarlo loro stessi con la direzione della fotografia.
Per un periodo di quasi due anni Joshua e Othniel assistettero Balink nella location scouting e nel casting, incluso un inseguimento in auto che portò ad ingaggiare Rd Mochtar nel ruolo di protagonista. Il film che ne risultò fu Pareh - Il canto della risaia (Pareh), che racconta dell'amore proibito tra un pescatore e la figlia di un contadino. Co-diretto e curato nella fotografia e nel montaggio dall'olandese Mannus Franken, altra risorsa chiamata da Balink, si rivelò un flop al botteghino, quando uscì nel 1936, poiché il budget di settantacinquemila fiorini era troppo elevato e portò i produttori alla bancarotta, segnando comunque un innalzamento del livello qualitativo delle produzioni cinematografiche della colonia.
Ciononostante i Wong e Balink si riunirono neanche un anno dopo, questa volta all'Algemeen Nederlandsch Indisch Filmsyndicaat (Sindacato del Cinema delle Indie olandesi, o ANIF), avendo trovato diversi produttori internazionali disposti a finanziare il loro studio cinematografico, che si sarebbe dovuto concentrare, almeno nelle promesse, nella realizzazione di alcuni documentari, girati dai fratelli. In realtà, all'inizio del 1937 i tre incominciarono i lavori di un nuovo lungometraggio, assumendo il giornalista Saeroen per scrivere la sceneggiatura. Joshua ed Othniel ricoprirono nuovamente il ruolo di direttori della fotografia, così come Rd. Mochtar ritornò come attore, affiancato da Roekiah.
La nuova pellicola fu Terang Boelan, distribuita nel 1937 o 1938. Questa volta il successo fu enorme, registrando circa duecentomila dollari dello Stretto nella Malesia britannica. L'opera ravvivò la vacillante industria cinematografica del paese, inaugurando una nuova stagione creativa che sarebbe stata interrotta soltanto dall'invasione dell'Impero giapponese nel 1942, e mantenne il primato dell'incasso più elevato di tutti i tempi fino a Krisis, distribuito nel 1953, quando le colonie erano diventate l'indipendente nazione dell'Indonesia. A dispetto di tutto ciò, l'ANIF preferì focalizzarsi sui documentari, spingendo Balink a trasferirsi negli Stati Uniti. I Wong d'altro canto, divenuti molto ricchi grazie ai profitti del film, fondarono una nuova casa cinematografica, prima di confluire nella Tan's Film.

### Tan's Film
I Wong non furono gli unici del team creativo di Terang Boelan a passare alla Tan's Film: di fatto, il film del 1938 dello studio Fatima, condivise con quello di Balink non solo loro (che si occuparono della regia), ma anche Saeroen (il quale scrisse la sceneggiatura, incentrata su una donna che viene corteggiata da un gangster mentre è innamorata di un altro uomo) e la maggior parte del cast. Ad esso seguì Gagak Item, con protagonista un misterioso uomo mascherato (chiamato "Gagak Item", cioè "Corvo nero" in lingua italiana) ispirato a Zorro.
I fratelli rimasero con la Tan's fino agli albori degli anni quaranta, dirigendo i drammi Siti Akbari,Sorga Ka Toedjoe e Roekihati. Alla fine del 1940 tuttavia Joshua, irritato da ciò che considerava come una divisione ingiusta dei profitti, lasciò la casa di produzione e lavorò come direttore della fotografia in Kris Mataram della rivale Oriental Film, una storia d'amore tra una nobildonna e borghese. Ritornò però alla Tan's per girare col fratello Koeda Sembrani del 1942, che fu l'ultimo lavoro prima di una pausa di otto anni, causata in parte dall'invasione giapponese del marzo di quell'anno che portò alla chiusura di entrambi gli studi di produzione.

### Dopo l'Indipendenza
Durante l'occupazione i Wong divennero mercanti e continuarono ad esserlo anche dopo che il Paese proclamò la sua indipendenza nel 1945. Nel 1948 si riunirono con i fratelli Tan per fondare la Tan & Wong Bros, la cui prima produzione, Air Mata Mengalir di Tjitarum, uscì quello stesso anno.
La Tan & Wong Bros durò per tutto il decennio corrente, anche dopo il suo cambio di nome in Tjendrawasih Film; in totale produsse quarantacinque film e sulla maggior parte di essi lavorarono i due Wong. Costoro intanto cambiarono il loro nome di famiglia nell'indonesiano Widjaja. Othniel ebbe cinque figli, tra cui Mira, nata nel 1951; dopo essersi dilettata nel cinema divenne una nota scrittrice.
Joshua ed Othniel rimasero attivi fino agli settanta, prestando servizio come consulenti e, talvolta, lavorando nell'equipe di produzione. Ricevettero individualmente il riconoscimento per i loro contributi all'industria cinematografica dal Governatore di Giacarta Ali Sadikin nel 1973. Joshua morì il 17 giugno 1981.

## Filmografia

### Come "Fratelli Wong"

#### Registi
- Lari ke Arab (1930)
- Si Pitoeng (1931)
- Indonesia Malaise (1931)
- Zuster Theresia, co-diretto con M. H. Schilling (1932)

#### Produttori
- Lari ke Arab (1930)
- Si Pitoeng (1931)

#### Sceneggiatori
- Lari ke Arab (1930)

#### Direttori della fotografia
- Indonesia Malaise (1931)

### Solo Nelson Wong

#### Regista
- Lily van Java (1928)
- Si Tjonat (1929)
- Rampok Preanger (1929)

#### Produttore
- Si Tjonat (1929)
- Rampok Preanger (1929)

#### Direttore della fotografia
- Lily van Java (1928)

### Solo Joshua ed Othniel Wong

#### Registi
- Fatima (1938)
- Siti Akbari (1939)
- Gagak Item (1939)
- Sorga Ka Toedjoe (1940)
- Roekihati (1940)
- Koeda Sembrani (1942)

#### Direttori della fotografia
- Pareh - Il canto della risaia, regia di Albert Balink e Mannus Franken (1936) - con Mannus Franken
- Terang Boelan, regia di Albert Balink (1937)
- Fatima (1938)
- Roekihati (1940)
- Air Mata Mengalir di Tjitarum, regia di Roestam Sutan Palindih (1948)

### Solo Joshua Wong

#### Direttore della fotografia
- Kris Mataram, regia di Njoo Cheong Seng (1940)